# Autoliv
Autoliv AB er en svensk producent af bilsikkerhedsudstyr.
De sælger sikkerhedsudstyr til alle større bilfabrikanter, og de har over 68.000 ansatte i 27 lande.
Autoliv Inc. er registreret i Delaware, USA og er børsnoteret på New York Stock Exchange. Autoliv AB har hovedkvarter i Stockholm, Sverige og er børsnoteret på Stockholmsbörsen.
Autoliv blev etableret af Lennart Lindblad i 1953 i Vårgårda i Sverige.